# ديك كريستي (ممثل)
ديك كريستي (بالإنجليزية: Dick Christie)‏ (و. 1948  م) هو ممثل، وكاتب سيناريو، وممثل تلفزي أمريكي، ولد في لونغ بيتش، كاليفورنيا.

## وصلات خارجية
- ديك كريستي على موقع IMDb (الإنجليزية)
- ديك كريستي على موقع ألو سيني (الفرنسية)
- ديك كريستي على موقع أول موفي (الإنجليزية)
- ديك كريستي على موقع قاعدة بيانات الأفلام السويدية (السويدية)
- ديك كريستي على موقع قاعدة بيانات الفيلم (الإنجليزية)
- ديك كريستي على موقع كينوبويسك (الروسية)